# Krystian Zimerman
Krystian Zimerman (Zabrze, 5 de diciembre de 1956) es un pianista y director de orquesta polaco, solista de reconocimiento internacional.

## Biografía
Zimerman nació en Zabrze en el seno de una familia de larga tradición musical, por lo que comenzó a estudiar piano con su padre desde niño. Debutó con seis años en una emisión de la televisión polaca y a los siete comenzó a estudiar con Andrzej Jasinski (quien fue su único profesor) y se graduó en 1976 en la Academia de Música de Katowice, Polonia. Tras participar desde joven en varios concursos, su carrera fue lanzada tras ganar la IX edición del Concurso Internacional de Piano Frédéric Chopin de Varsovia en 1975, a los diecinueve años. Posteriormente, se retiró durante un año con el fin de incrementar su repertorio.
Vive con su esposa y dos hijos en Suiza, donde ha pasado gran parte de su vida. Reparte su tiempo entre familia, conciertos e interpretaciones de música de cámara. 

### Carrera como pianista
Debutó con la Orquesta Filarmónica de Berlín bajo la dirección de Herbert von Karajan en 1976, y realizó su debut estadounidense con la New York Philharmonic en 1979. Desde entonces ha realizado numerosas giras y ha efectuado un buen número de grabaciones discográficas. Entre los directores con los que ha trabajado se encuentran Herbert von Karajan, Leonard Bernstein, Claudio Abbado, Carlo Maria Giulini, Lorin Maazel, Seiji Ozawa, Riccardo Muti, Kiril Kondrashin, André Previn, Pierre Boulez, Bernard Haitink, Simon Rattle, Roberto Carnevale y Zubin Mehta. Con algunos de ellos trabajó estrechamente y entabló amistad. De hecho, Zimerman fue durante muchos años el único pianista con el que colaboró Bernstein.
Desde 1996 es profesor de piano en la Academia de Música de Basilea, Suiza, y se limita a ofrecer unos cincuenta conciertos anuales, en los que suele interpretar obras de compositores del país en el que actúa. Viaja con su propio piano, un Steinway, para así reducir los problemas técnicos y poder centrarse exclusivamente en los aspectos musicales. Lo que más le interesa del piano son las posibilidades técnicas del instrumento. Dispone de un estudio de grabación en su propia casa, aunque no por ello realiza más grabaciones que prácticamente se quedan en una cada dos años. 
Conocido como especialista en Frédéric Chopin, grabó los conciertos n.º 1 y n.º 2 de Chopin para piano dirigiendo y tocando el piano simultáneamente, a la manera de los virtuosos del siglo XIX. Para ello, fundó la Polish Festival Orchestra. Es también un gran intérprete de Johannes Brahms y Ludwig Van Beethoven. Witold Lutosławski escribió su concierto para piano ex-profeso para este pianista, quien más tarde lo grabó. 
Es muy exigente con su propio trabajo, hasta el punto de no dudar en retirar de la circulación grabaciones suyas ya publicadas (valses de Chopin y sonatas y baladas de Brahms) pese al entusiasmo suscitado entre el público.

## Repertorio y estilo
Está considerado uno de los mejores pianistas en activo por su técnica perfecta y refinado estilo. 
Su repertorio abarca desde obras barrocas hasta contemporáneas, pero ha centrado su carrera en Ludwig van Beethoven y sobre todo, en Frédéric Chopin.
Atento estudioso de la partitura, dedica mucho tiempo a estudiar una obra hasta que considera estar listo para interpretarla en público. En su educación como pianista tuvo un gran peso su amistad con Arthur Rubinstein y, posteriormente, con otros grandes pianistas como Claudio Arrau, Arturo Benedetti Michelangeli y Sviatoslav Richter. 
Su carrera comenzó ganando un concurso, no obstante, siempre se ha mostrado reacio a este tipo de competencias. Ha rechazado formar parte de diversos concursos que, a su juicio, son imperfectos y seleccionan a los músicos de forma equivocada.

## Discografía seleccionada
LLeva ya unos 25 años con un contrato en exclusiva con la Deutsche Grammophon, por lo que los discos que se enumeran a continuación pertenecen a este sello.
- Béla Bartók: Concierto para piano n.º 1 (dirigido por Pierre Boulez). Orquesta Sinfónica de Chicago
- Ludwig van Beethoven: 5 conciertos para piano (dirigidos por Krystian Zimerman y Leonard Bernstein). Orquesta Filarmónica de Viena
- Johannes Brahms: Concierto para piano n.º 1 (dirigido por Simon Rattle). Orquesta Filarmónica de Berlín
- Johannes Brahms: Concierto para piano n.º 1 (dirigido por Leonard Bernstein). Orquesta Filarmónica de Viena
- Johannes Brahms: Concierto para piano n.º 2 (dirigido por Leonard Bernstein). Orquesta Filarmónica de Viena
- Johannes Brahms: 3 sonatas, Scherzo, Baladas. (Retirado del mercado por orden del propio Zimerman)
- Frédéric Chopin: Valses. (Retirado del mercado por orden del propio Zimerman)
- Frédéric Chopin: Los 2 conciertos para piano (dirigidos por Carlo Maria Giulini). Filarmónica de Los Ángeles (Descatalogado actualmente)
- Frédéric Chopin: Los 2 conciertos para piano (dirigidos por Krystian Zimerman). Polish Festival Orchestra
- Frédéric Chopin: 4 baladas, barcarola y fantasía.
- Claude Debussy: Preludios, libros I y II.
- César Franck: Sonata para violín y piano & Karol Szymanowski: Mythen. (Violín: Kaja Danczowska)
- Franz Liszt: Sonata en Si menor y otras obras.
- Franz Liszt: Los 2 conciertos para piano y Totentanz (dirigidos por Seiji Ozawa). Orquesta Sinfónica de Boston
- Witold Lutosławski: Concierto para piano (dirigido por Witold Lutosławski). Orquesta Sinfónica de la BBC
- Serguéi Rajmáninov: Conciertos para piano n.º 1 y 2 (dirigidos por Seiji Ozawa). Orquesta Sinfónica de Boston
- Maurice Ravel: Conciertos para piano (dirigidos por Pierre Boulez). Orquesta de Cleveland y Orquesta Sinfónica de Londres
- Franz Schubert: Improptus D899 y D935
- Franz Schubert: Sonatas D959 y D960
- Robert Schumann y Edward Grieg: Conciertos para piano (dirigidos por Herbert von Karajan). Orquesta Filarmónica de Berlín
- Richard Strauss y Ottorino Respighi: Sonatas para violín y piano (violín: Kyung-Wha Chung)
- Anton Webern: Kinderstück, Klavierstück, Variaciones op. 27.

## Premios
- 1975 Concurso Internacional de Piano Frédéric Chopin, Varsovia (Primer premio)
- Premio Musical Léonie Sonning (1994; Dinamarca)
- Doctor honoris causa por la Academia de Música de Katowice, Polonia. Año 2005.
- Doctor honoris causa por la Universidad de Música Fryderyk Chopin de Varsovia, Polonia. Año 2015